# MobileMe
MobileMe（モバイルミー）は、Appleの個人向け有料クラウドサービスで、のちにiCloudに移行した。クラウド上のデータが、任意の複数の端末で同期、共有されるという、今では当たり前のサービスが初めて一般ユーザーに提供された。Mac OS X、 Windows、iPhone、iPod touch、iPadで利用できた。

## 概要
クラウドとしてオンラインストレージを供給するサービス。
クラウド上のデータと、Mac OS X、Windows、iPhone、iPod touch、iPad上のデータが、いずれの端末で変更されても、自動的に同一化される。Appleはこのデータ変更形式をプッシュと表現していた。クラウド上のデータにアクセスするために使用するブラウザはSafariとFirefoxのみだったが、2010年6月のアップデートでInternet Explorerにも対応した。
MobileMeのサービスは2012年6月30日をもって終了（有料アカウントを所持しているユーザーは、追加料金なしでサービス終了まで使用できた）。既存ユーザは2011年10月開始のiCloudに移行可能であるが、この移行サービスも「あとしばらくの間だけ」稼働させた後に打ち切られる見通しである。

## 構成
（2010年11月現在）
- メール（IMAP、POP、SMTP、Webメール）[3]
- 連絡先（アドレス帳。他ユーザへの部分公開が可能）
- カレンダー（スケジューラ。他ユーザへの部分公開が可能）
- ギャラリー（写真公開）
- iDisk（ファイルの保管と共有、Webサイト公開）
- iPhoneを探す（紛失したiPhone・iPadの捜索、ロック、リモートワイプ(データの遠隔消去)）

このうち「iPhoneを探す」は、iOS 4.2.1を適用したiPhone 4・iPod Touch（第4世代）・iPadのみ有料会員以外でも実行が可能となった。

## 歴史
- 2000年1月　iTools (20MB) として、Macユーザ向けの無料サービスとしてスタート[4]。
- 2002年7月　.Mac (100MB) が有料で開始され[5]、同年10月に無料のiToolsは終了。
- 2004年9月　250MB（追加で最大1GB）に増量
- 2005年9月　1GB（追加で最大4GB）に増量。
- 2007年8月　10GB（追加で最大20GB）に増量。システム拡充。
- 2008年7月　MobileMe iPhone 3Gの発売と同時に改称しサービスを拡充。しかしアクセス障害、同期障害、.Macからのメール移行不具合などのトラブルが発生したため、新しいデータ変更形式のプッシュという表現の使用を一時凍結し、無料試用期限を90日間延長する措置をとった。
- 2010年6月　20GB（追加で最大60GB）に増量。Webアプリケーションを更新。新たにInternet Explorerにも対応。
- 2011年2月　パッケージ版の販売を終了。
- 2011年10月　iCloud、サービス開始。
- 2012年6月30日　MobileMe、サービス終了。